# گام بای هایفلو
گام بای هایفلو (به آلمانی: Gams bei Hieflau) یک منطقهٔ مسکونی در اتریش است که در ناحیه لیتسن واقع شده‌است. گام بای هایفلو ۴۶٫۴۲ کیلومتر مربع مساحت دارد ۵۳۹ متر بالاتر از سطح دریا واقع شده‌است.